# Auve
Pour les articles homonymes, voir Auve (homonymie).
Auve est une commune française rurale, située dans le département de la Marne en région Grand Est.

## Géographie
| La Croix-en-Champagne |         | Valmy               |
| Tilloy-et-bellay      | Auve    | Saint-Mard-sur-Auve |
| Somme-Vesle           | Herpont |                     |

Les communes à proximité du village d'Auve sont Saint-Mard-sur-Auve, Herpont, La Croix-en-Champagne, La Chapelle-Felcourt, Somme-Bionne, Somme-Tourbe et Tilloy-et-Bellay. La grande ville la plus proche, Reims, est à 55 kilomètres de distance. Dans un périmètre de 15 kilomètres, la commune est entourée de plusieurs fermes et exploitations agricoles.
La source de la rivière de l'Auve se trouve à Auve. Le ruisseau de Presle passe également sur la commune.

### Catastrophes naturelles
En avril 1983 et en décembre 1999, la commune a été victime d'inondations, de coulées de boue et d'une tempête.

### Hydrographie
La commune est dans la région hydrographique « la Seine du confluent de l'Oise (inclus) à l'embouchure » au sein du bassin Seine-Normandie. Elle est drainée par l'Auve et le Grand Chignon,.
L'Auve, d'une longueur de 20 km, prend sa source dans la commune  et se jette  dans l'Aisne à Sainte-Menehould, après avoir traversé huit communes.

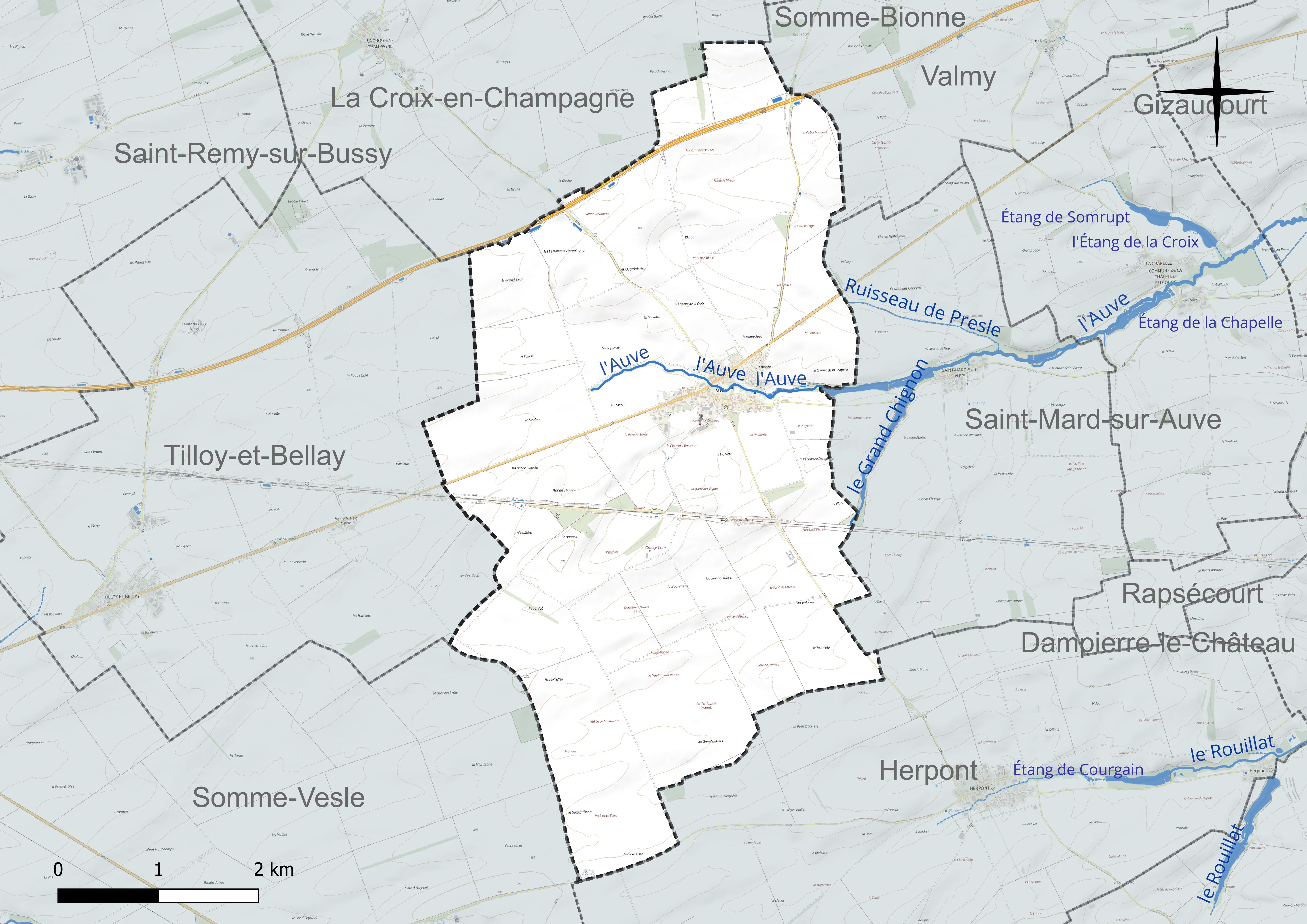
Réseau hydrographique d'Auve.

### Climat
Pour des articles plus généraux, voir Climat du Grand Est et Climat de la Marne.
En 2010, le climat de la commune est de type climat des marges montargnardes, selon une étude du Centre national de la recherche scientifique s'appuyant sur une série de données couvrant la période 1971-2000. En 2020, Météo-France publie une typologie des climats de la France métropolitaine dans laquelle la commune est exposée à un climat océanique altéré et est dans la région climatique Nord-est du bassin Parisien, caractérisée par un ensoleillement médiocre, une pluviométrie moyenne régulièrement répartie au cours de l’année et un hiver froid (3 °C).
Pour la période 1971-2000, la température annuelle moyenne est de 10,1 °C, avec une amplitude thermique annuelle de 15,8 °C. Le cumul annuel moyen de précipitations est de 820 mm, avec 12,6 jours de précipitations en janvier et 9 jours en juillet. Pour la période 1991-2020, la température moyenne annuelle observée sur la station météorologique de Météo-France la plus proche, « Somme-Vesle », sur la commune de Somme-Vesle à 9 km à vol d'oiseau, est de 10,7 °C et le cumul annuel moyen de précipitations est de 782,0 mm. 
La température maximale relevée sur cette station est de 41,5 °C, atteinte le 25 juillet 2019 ; la température minimale est de −17,6 °C, atteinte le 21 février 1994,,.
Les paramètres climatiques de la commune ont été estimés pour le milieu du siècle (2041-2070) selon différents scénarios d'émission de gaz à effet de serre à partir des nouvelles projections climatiques de référence DRIAS-2020. Ils sont consultables sur un site dédié publié par Météo-France en novembre 2022.

## Urbanisme

### Typologie
Au 1er janvier 2024, Auve est catégorisée commune rurale à habitat dispersé, selon la nouvelle grille communale de densité à sept niveaux définie par l'Insee en 2022.
Elle est située hors unité urbaine. Par ailleurs la commune fait partie de l'aire d'attraction de Châlons-en-Champagne, dont elle est une commune de la couronne,. Cette aire, qui regroupe 97 communes, est catégorisée dans les aires de 50 000 à moins de 200 000 habitants,.

### Occupation des sols
L'occupation des sols de la commune, telle qu'elle ressort de la base de données européenne d’occupation biophysique des sols Corine Land Cover (CLC), est marquée par l'importance des territoires agricoles (97,8 % en 2018), une proportion sensiblement équivalente à celle de 1990 (98,3 %). La répartition détaillée en 2018 est la suivante : 
terres arables (97,8 %), zones urbanisées (2,2 %). L'évolution de l’occupation des sols de la commune et de ses infrastructures peut être observée sur les différentes représentations cartographiques du territoire : la carte de Cassini (XVIIIe siècle), la carte d'état-major (1820-1866) et les cartes ou photos aériennes de l'IGN pour la période actuelle (1950 à aujourd'hui).

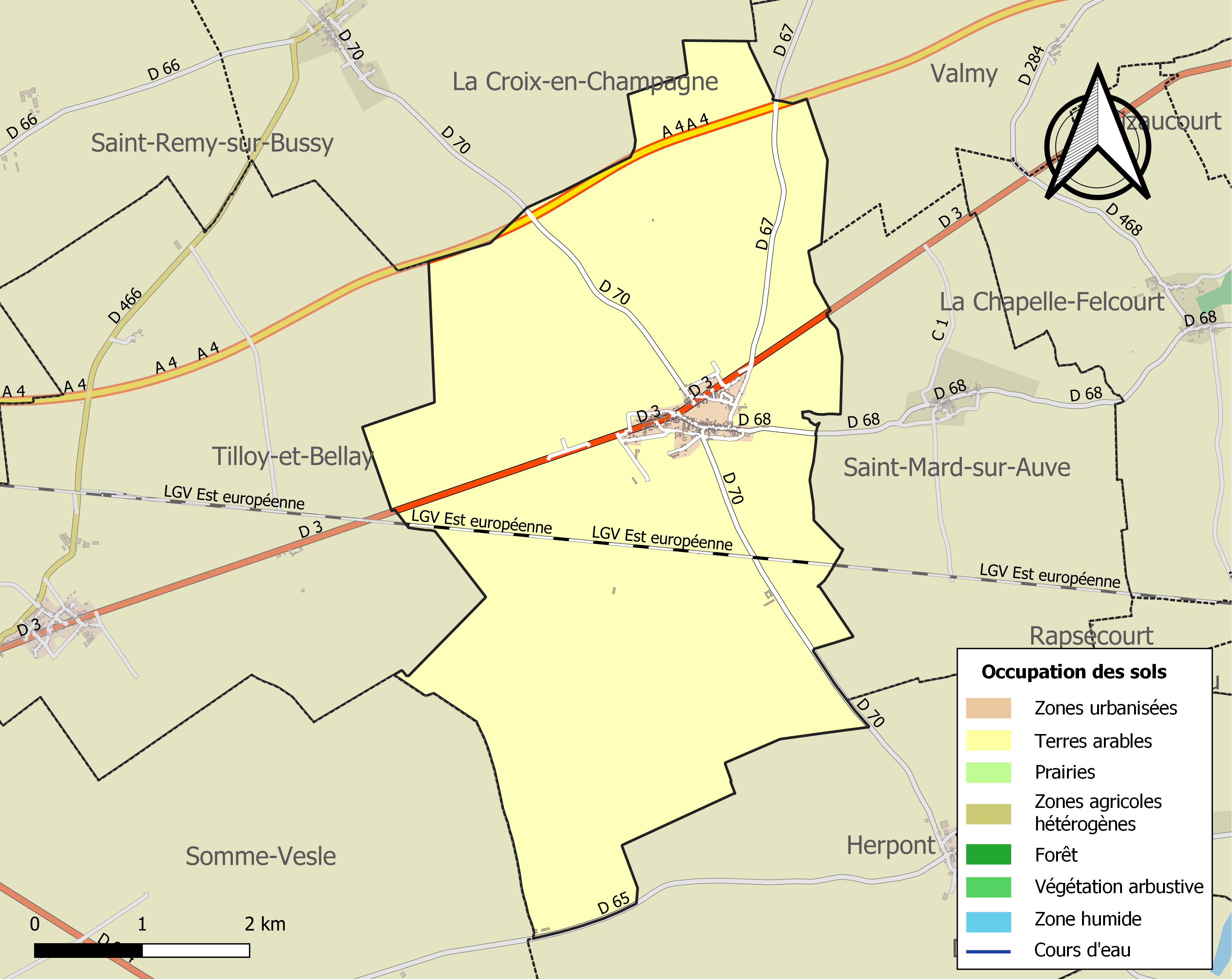
Carte des infrastructures et de l'occupation des sols de la commune en 2018 (CLC).

## Toponymie
Cité comme en 1135 Altarre de summa alva puis Alva en 1157, Sumalva en 1197, Hauve en 1208 réutilisant ainsi le nom de la rivière.
Le nom du village vient de Alva, qui est celui de la rivière dont la source se trouve sur la commune.

## Histoire
Il semble que le département ait été habité dès le paléolithique comme en témoignent les traces qui ont été retrouvées.
La fête patronale de la commune a lieu le premier week-end de juillet.
L'église Saint-Martin, monument historique classé, a été rénovée en 2019.
Haut-lieu de festivité, la célébration de la Saint-Sylvestre à Auve s’est rendue incontournable au cours des années 2000.

## Politique et administration
Par décret du 29 mars 2017, l'arrondissement de Sainte-Menehould est supprimée et la commune est intégrée le 31 mars 2017 à l'arrondissement de Châlons-en-Champagne.

### Intercommunalité
La commune, antérieurement membre de la communauté de communes de la Région de Givry-en-Argonne, est membre, depuis le 1er janvier 2014, de la CC de l'Argonne Champenoise.
En effet, conformément au schéma départemental de coopération intercommunale de la Marne du 15 décembre 2011, cette communauté de communes de l'Argonne Champenoise est issue de la fusion, au 1er janvier 2014,  de : 
- la communauté de communes du canton de Ville-sur-Tourbe ;
- de la communauté de communes de la Région de Givry-en-Argonne ;
- et de la Communauté de communes de la Région de Sainte-Menehould.

Les communes isolées de Cernay-en-Dormois, Les Charmontois, Herpont et Voilemont ont également rejoint l'Argonne Champenoise à sa création.

### Liste des maires
| Période                                  | Période  | Identité        | Étiquette      | Qualité     |
| ---------------------------------------- | -------- | --------------- | -------------- | ----------- |
| Les données manquantes sont à compléter. |          |                 |                |             |
| mars 2001                                | 2020     | Claude Simon    |                | Agriculteur |
| 2020                                     | En cours | Vincent Rouvroy | Sans étiquette | Agriculteur |

## Démographie
L'évolution du nombre d'habitants est connue à travers les recensements de la population effectués dans la commune depuis 1793. Pour les communes de moins de 10 000 habitants, une enquête de recensement portant sur toute la population est réalisée tous les cinq ans, les populations de référence des années intermédiaires étant quant à elles estimées par interpolation ou extrapolation. Pour la commune, le premier recensement exhaustif entrant dans le cadre du nouveau dispositif a été réalisé en 2006.

En 2022, la commune comptait 313 habitants, en évolution de +4,68 % par rapport à 2016 (Marne : −1,19 %, France hors Mayotte : +2,11 %).
| 1793 | 1800 | 1806 | 1821 | 1831 | 1836 | 1841 | 1846 | 1851 |
| ---- | ---- | ---- | ---- | ---- | ---- | ---- | ---- | ---- |
| 345  | 378  | 400  | 435  | 473  | 499  | 490  | 507  | 515  |

| 1856 | 1861 | 1866 | 1872 | 1876 | 1881 | 1886 | 1891 | 1896 |
| ---- | ---- | ---- | ---- | ---- | ---- | ---- | ---- | ---- |
| 519  | 510  | 479  | 443  | 408  | 404  | 412  | 414  | 418  |

| 1901 | 1906 | 1911 | 1921 | 1926 | 1931 | 1936 | 1946 | 1954 |
| ---- | ---- | ---- | ---- | ---- | ---- | ---- | ---- | ---- |
| 413  | 397  | 362  | 271  | 305  | 281  | 289  | 303  | 328  |

| 1962 | 1968 | 1975 | 1982 | 1990 | 1999 | 2006 | 2011 | 2016 |
| ---- | ---- | ---- | ---- | ---- | ---- | ---- | ---- | ---- |
| 313  | 285  | 254  | 241  | 229  | 219  | 232  | 261  | 299  |

| 2021 | 2022 | - | - | - | - | - | - | - |
| ---- | ---- | - | - | - | - | - | - | - |
| 306  | 313  | - | - | - | - | - | - | - |

## Économie
Les activités des habitants de la commune sont surtout orientée sur la culture et la production animale.
A Auve se trouvent quatre entreprises d'agriculture et une de serrurerie et métallerie.

## Culture locale et patrimoine

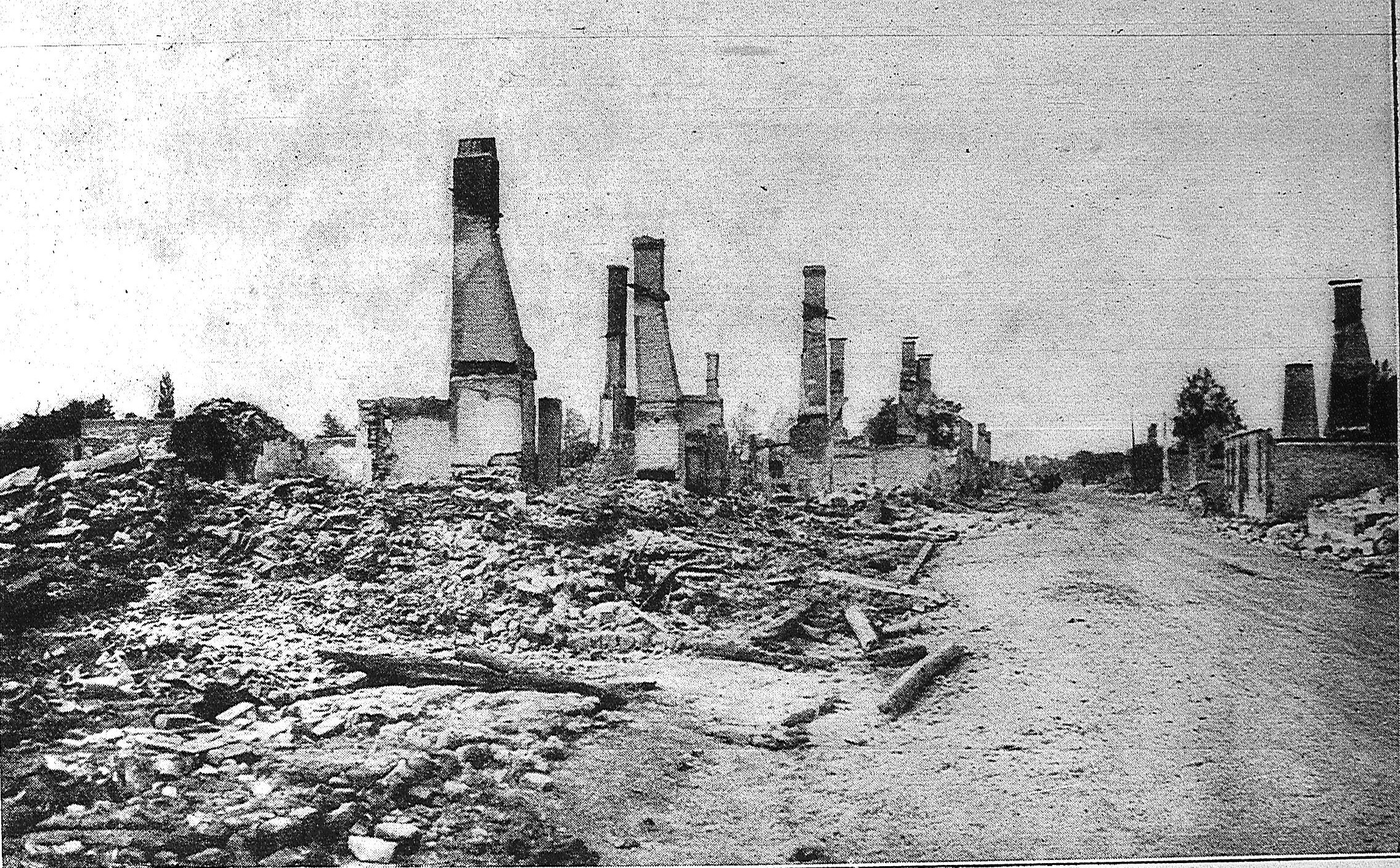
La ville détruite en 1915,
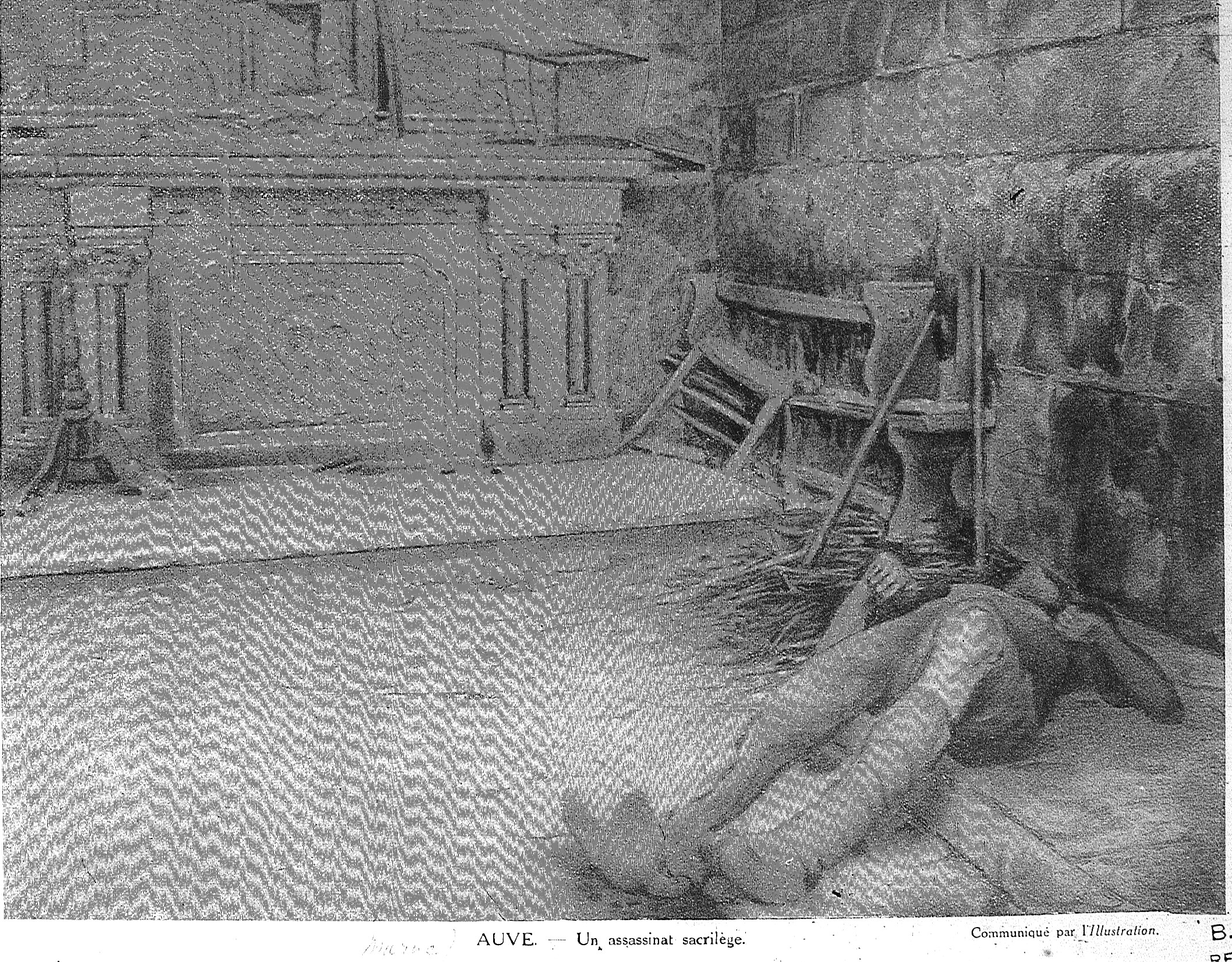
et de l'église.

### Lieux et monuments
- L'église Saint-Martin d'Auve, construite aux XIIe et XVe siècles[24], appartient à la commune. Elle avait été incendiée par les Allemands en septembre 1914. Elle a été classée monument historique en février 1916.
- Le musée le plus proche est le Musée de Sainte-Menehould, labellisé Musée de France, spécialisé dans l'Histoire, les sciences de la nature, la technique et l'industrie, à 16 kilomètres.

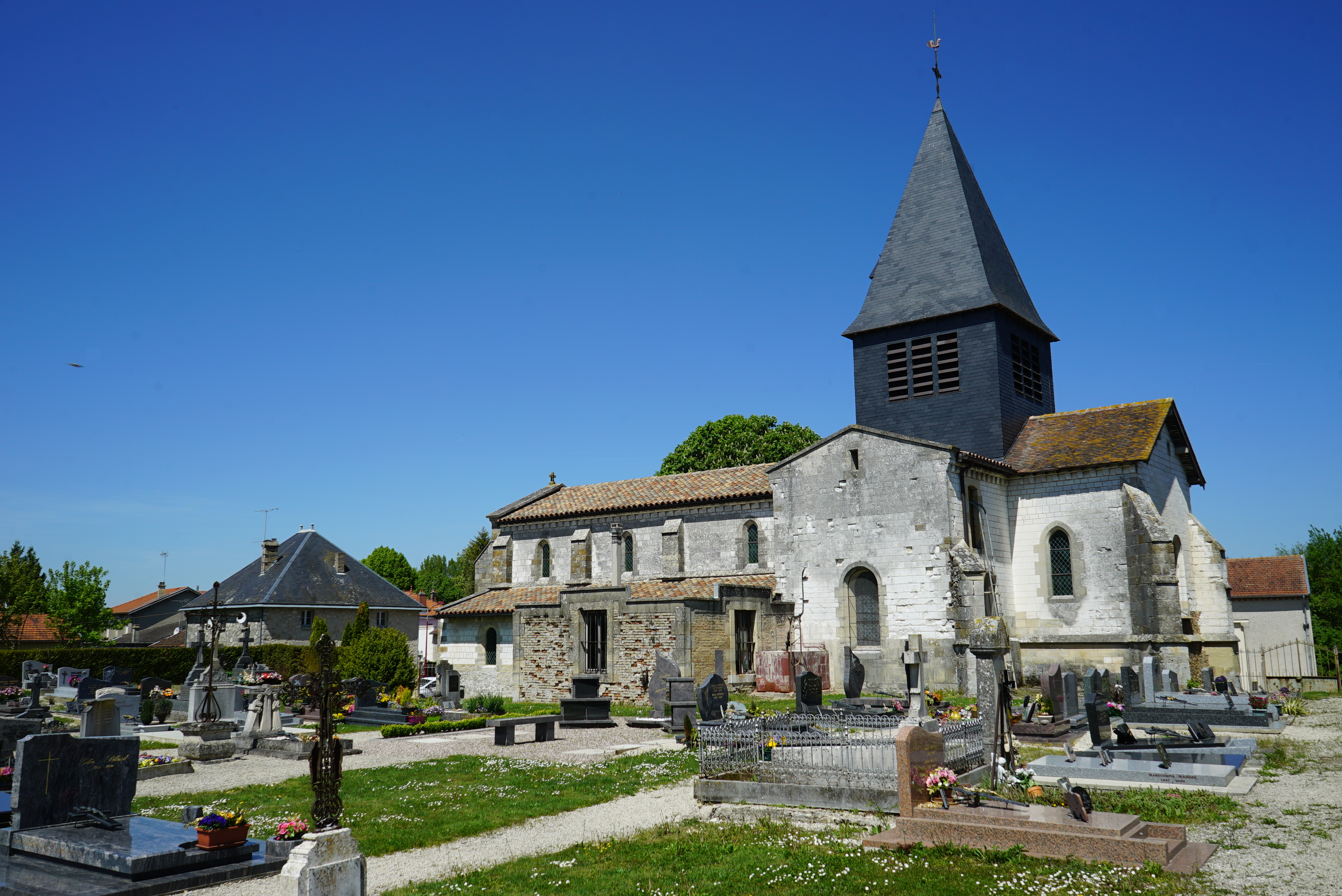
L'église et le cimetière,
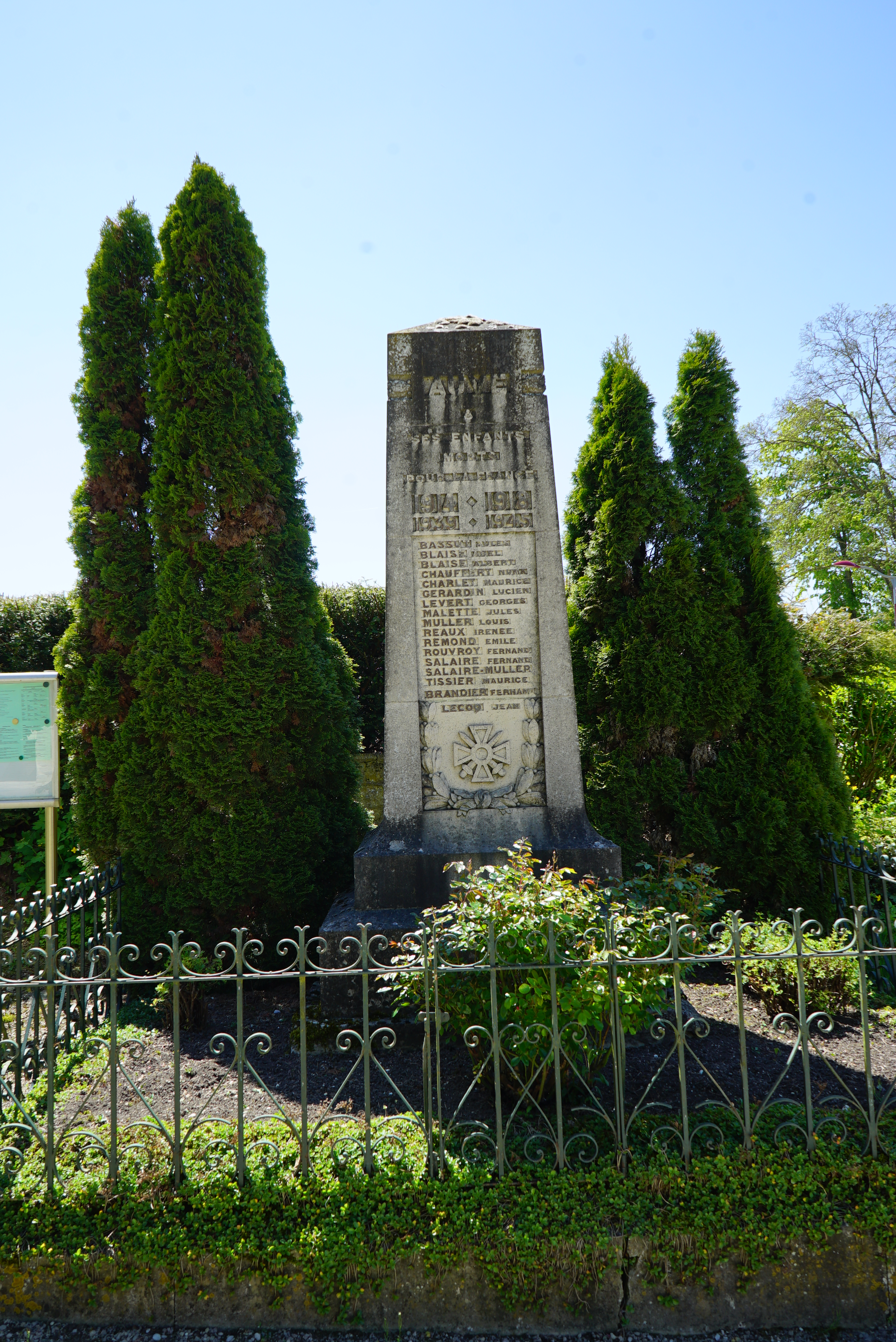
le monument aux morts,
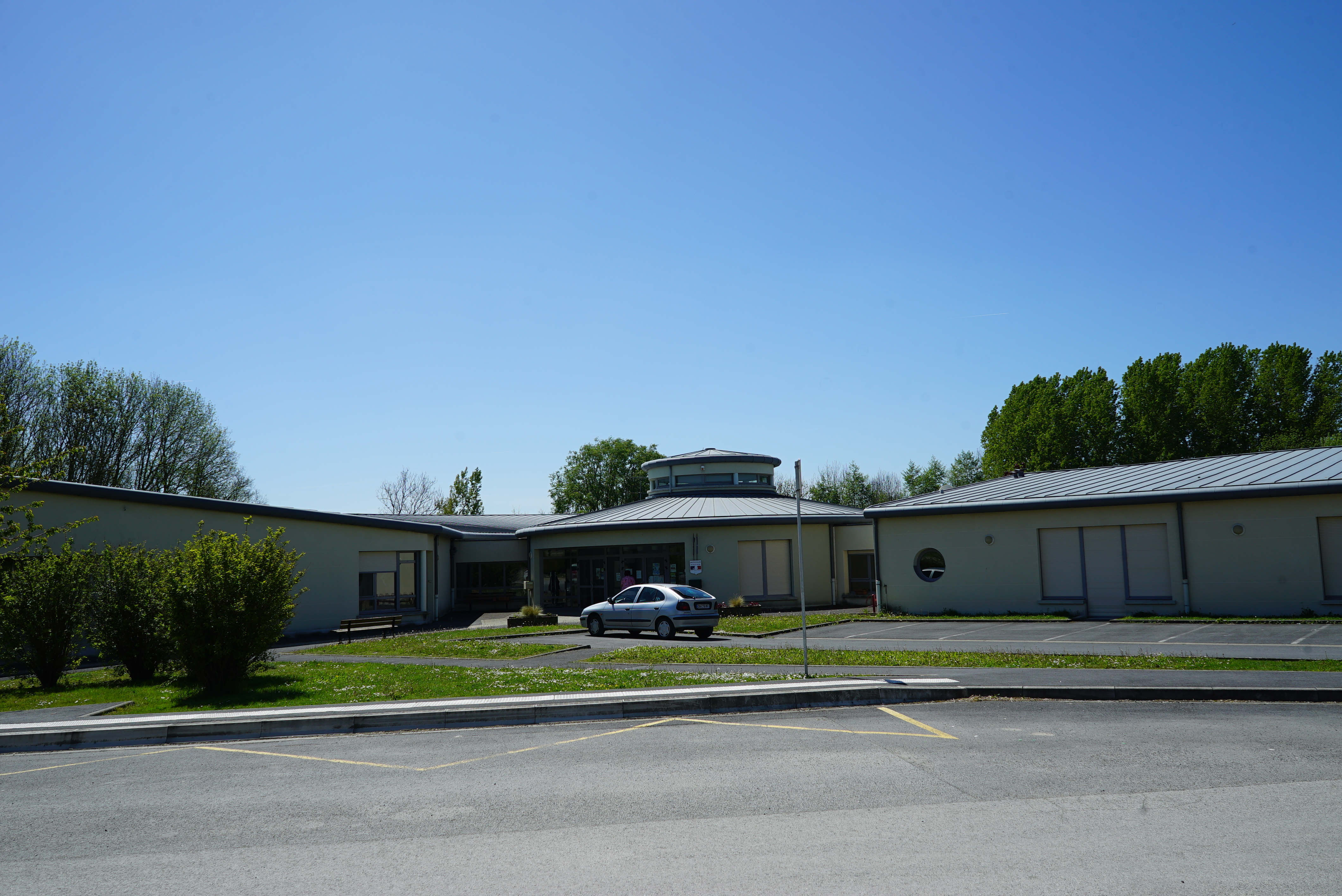
l'école,
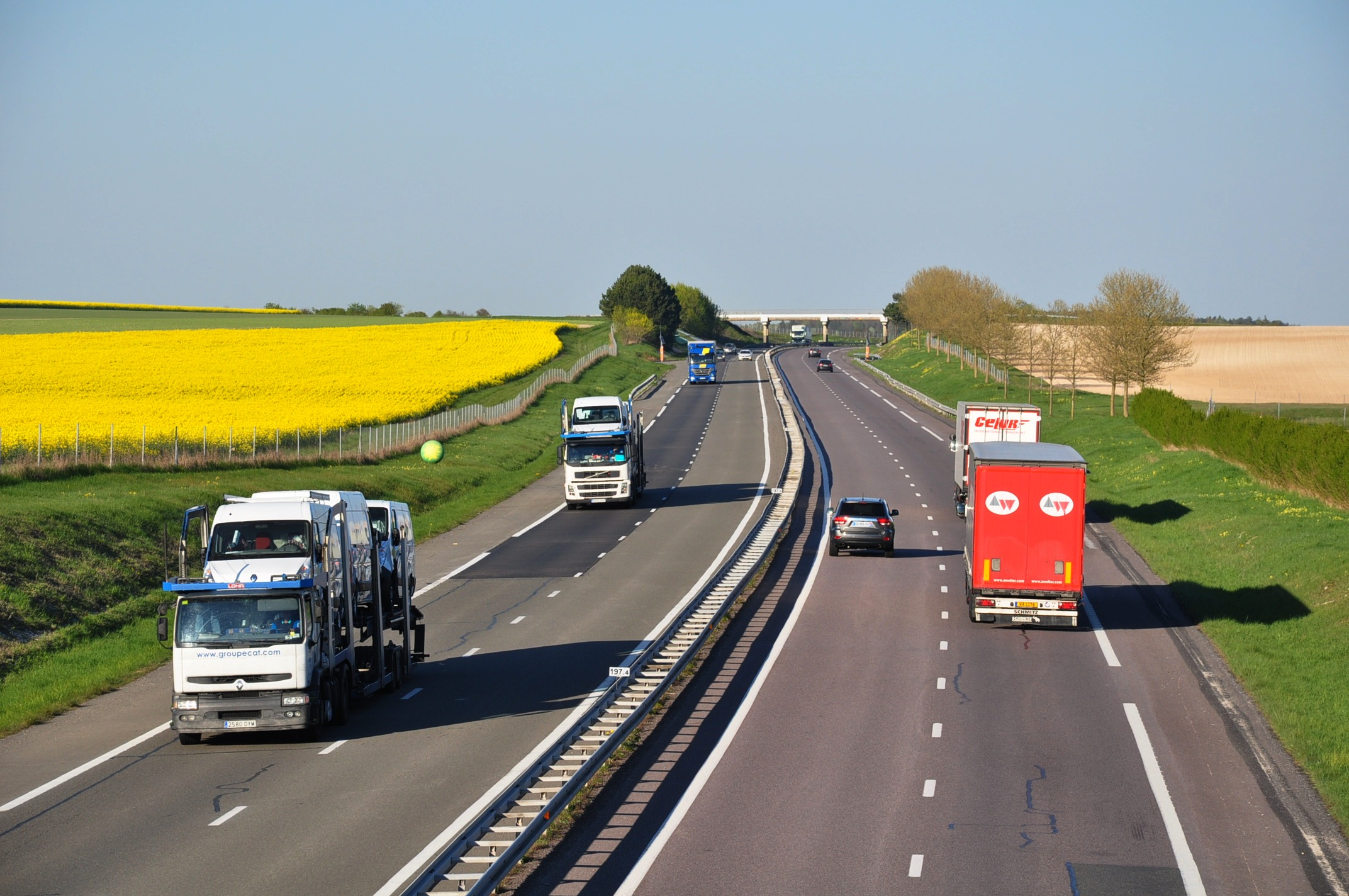
traversé par l'autoroute.

### Décorations françaises
Croix de guerre 1914-1918 : 30 mai 1921.